# Джайпурский литературный фестиваль
Джайпурский литературный фестиваль (англ. The Jaipur Literature Festival) проводится в январе ежегодно с 2006 года. Крупнейший литературный фестиваль в Азии. В фестивале принимают участие писатели из разных стран.

## О фестивале

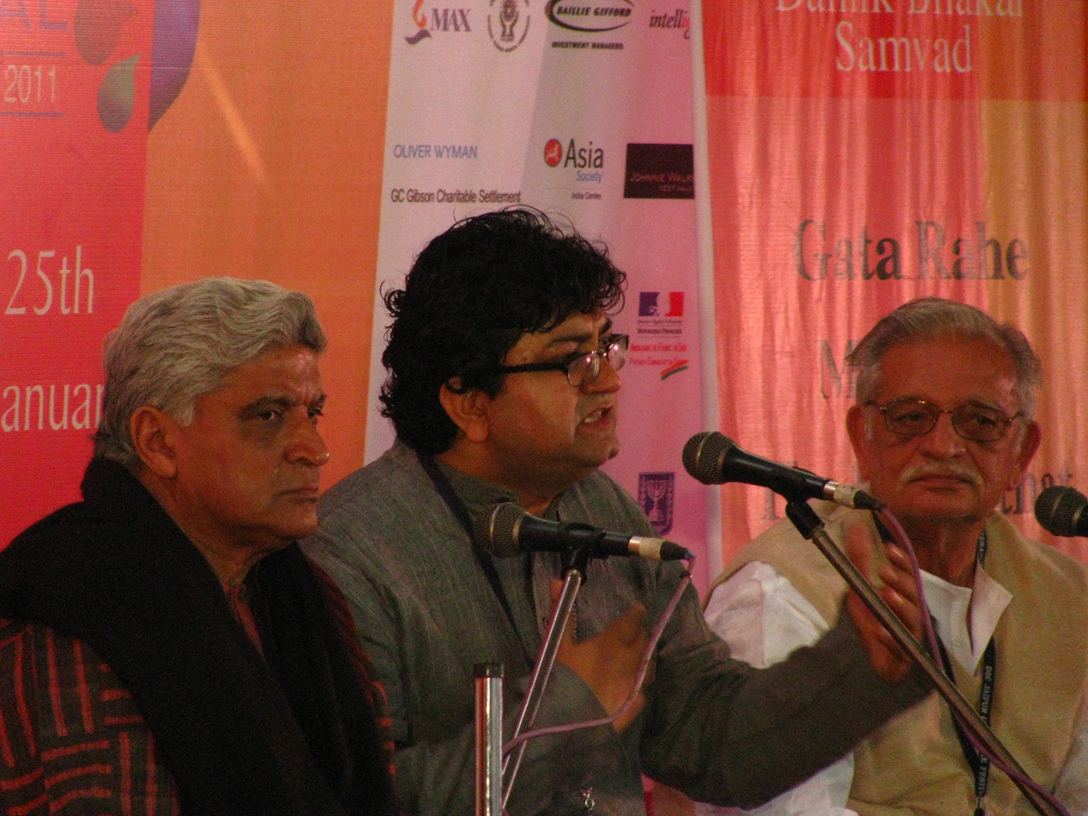
Джавед Ахтар, и Гулзар на Джайпурском литературном фестивале в 2011 году

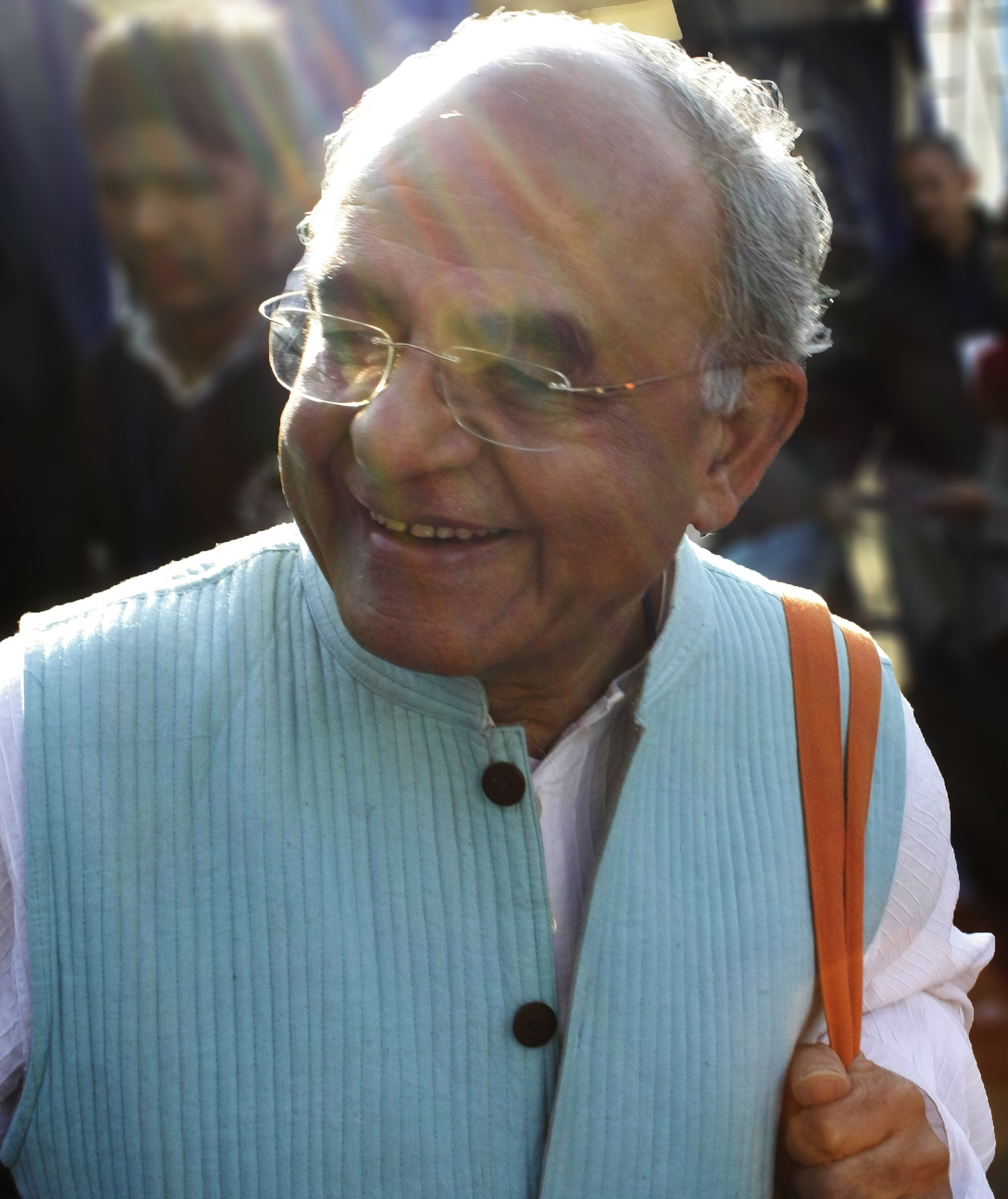
Индийский писатель на Джайпурском литературном фестивале в 2012 году

Площадкой проведения фестиваля является дворец Догги.
Директорами фестиваля являются писатели Намита Гокхале и Уильям Далримпл.
Гостями фестиваля в разные годы становились Салман Рушди, Воле Шойинка, Джозеф Максвелл Кутзее, Адам Загаевский, Хунот Диас, Орхан Памук, Киран Десаи, Ричард Форд, Кэндес Бушнелл, Ирвин Уэлш, Мартин Эмис и многие другие.